# Парус (боевой модуль)

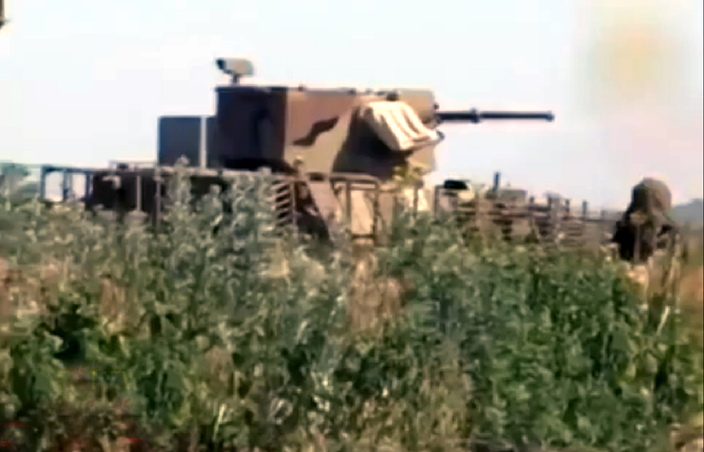
БТР-4 с боевым модулем БМ-7 «Парус» (Донбасс, 2014)

БМ-7 «Парус» — универсальный башенный боевой модуль украинского производства, предназначенный для установки на боевые машины пехоты и бронетранспортёры.

## История
Боевой модуль БМ-7 "Парус" был разработан ХКБМ для бронетранспортёра БТР-4 и является дальнейшим развитием боевого модуля «Штурм». Основными задачами, поставленными перед разработчиками, было уменьшение габаритов модуля, сокращение времени заряжания ленточного питания пушки и увеличение её боекомплекта. Модуль выпускается харьковским заводом имени Малышева.
В феврале 2009 года на выставке вооружений IDEX-2009 был впервые представлен вариант БТР-4, оснащённый боевым модулем БМ-7 «Парус».
Помимо бронетранспортёров БТР-4, боевой модуль проходил испытания на бронетранспортёре БТР-3Е1 и может быть установлен на иные образцы бронетехники.
В июле 2014 года сборку боевого модуля БМ-7 «Парус» освоил Житомирский бронетанковый завод.

## Описание
Основным вооружением боевого модуля БМ-7 «Парус» является 30-мм автоматическая пушка ЗТМ-1 с боекомплектом 300-350 снарядов. С пушкой спарен 7,62-мм пулемёт (ПКТ или его аналог КТ-7,62 украинского производства) с боекомплектом 500-2000 патронов, также установлены 30-мм автоматический гранатомёт (АГ-17 или его аналог КБА-117 украинского производства) с боекомплектом 29 выстрелов, 130-мм ПТРК "Барьер" с двумя ракетами и шесть 81-мм пусковых установок дымовых аэрозольных гранат «Туча».
«Парус» оснащён оптико-телевизионным прицельным комплексом и панорамным прибором наблюдения командира, а также системой управления огнём «Трек-М».
Масса боевого модуля (с полным боекомплектом) составляет 1720 кг.

## Варианты и модификации
- БМ-7 «Парус» - базовый вариант
- БМ-7 «Десна» - модифицированный вариант, впервые представлен 22 сентября 2015 года на проходившей в Киеве выставке вооружения «Зброя та безпека-2015»[8]

## Страны-эксплуатанты
- Ирак:[9] в декабре 2009 года был заключён контракт на поставку для вооружённых сил Ирака партии из 420 БТР-4 (в числе которых были 270 БТР-4, оснащённых боевым модулем "Парус"), весной 2011 года первая партия бронетранспортёров была передана иракской стороне
- Украина:
  - Вооружённые силы Украины - 24 июля 2012 года[10] на вооружение вооружённых сил Украины был принят БТР-4Е (оснащённый боевым модулем "Парус")[11]
  - Национальная гвардия Украины - весной 2014 года БТР-4 (оснащённые боевым модулем "Парус") были переданы Национальной гвардии Украины